# Ann Sothern
Ann Sothern, geboren als Harriette Arlene Lake (Valley City, 22 januari 1909 - Ketchum, 15 maart 2001) was een Amerikaans actrice. Zij werd voor haar bijrol als Tisha Doughty in The Whales of August genomineerd voor zowel een Oscar als een Independent Spirit Award. Ze won daadwerkelijk een Golden Globe in 1959 voor haar hoofdrol in The Ann Sothern Show.
Sothern maakte in 1927 haar film- en acteerdebuut met een naamloos rolletje in de romantische dramafilm Broadway Nights. Het bleek haar eerste van meer dan zeventig filmrollen. Tien daarvan vormden een serie, waarin Sothern iedere keer terugkeerde als de burleske danseres Maisie Ravier. De betreffende films heten Maisie (1939), Congo Maisie (1940), Gold Rush Maisie (1940), Maisie Was a Lady, Ringside Maisie (beide 1941), Maisie Gets Her Man (1942), Swing Shift Maisie (1943), Maisie Goes to Reno (1944), Up Goes Maisie (1946) en Undercover Maisie (1947). Deze zijn onafhankelijk van elkaar te kijken.
Naast haar filmrollen speelde Sothern wederkerende personages in vier verschillende televisieseries. Daarvan nam ze opgeteld ruim 230 afleveringen op. Haar meest omvangrijke rol hierin was die als Susan 'Susie' Camille MacNamara, die ze meer dan 100 keer speelde in de zwart-witte komedieserie Private Secretary (1953-1957).
Sothern was van 1943 tot 1949 getrouwd met de bijna negen jaar jongere acteur Robert Sterling, haar tweede en laatste echtgenoot. Samen met hem kreeg ze in 1944 dochter Tisha Sterling, die in haar voetsporen trad als actrice. Ze speelden samen in onder meer The Whales of August, waarin Sterling de jongere versie van het personage van haar moeder gestalte gaf. Eerder verschenen ze ook allebei in Crazy Mama (1975). Sotherns eerste echtgenoot was acteur Roger Pryor (1936-1943).

## Filmografie
*Exclusief acht televisiefilms
| - The Whales of August (1987) - The Little Dragons (1979) - The Manitou (1978) - Crazy Mama (1975) - Golden Needles (1974) - The Killing Kind (1973) - The Greatest Mother of Them All (1969) - Chubasco (1967) - Sylvia (1965) - Lady in a Cage (1964) - The Best Man (1964) - The Blue Gardenia (1953) - Shadow on the Wall (1950) - Nancy Goes to Rio (1950) - The Judge Steps Out (1949) - A Letter to Three Wives (1949) - Words and Music (1948) - April Showers (1948) - Undercover Maisie (1947) - Up Goes Maisie (1946) - Maisie Goes to Reno (1944) - Cry 'Havoc' (1943) - Swing Shift Maisie (1943) - Three Hearts for Julia (1943) - You, John Jones! (1943) - Panama Hattie (1942) - Maisie Gets Her Man (1942) - Lady Be Good (1941) - Ringside Maisie (1941) - Maisie Was a Lady (1941) - Dulcy (1940) - Gold Rush Maisie (1940) - Brother Orchid (1940) - Congo Maisie (1940) - Joe and Ethel Turp Call on the President (1939) - Fast and Furious (1939) | - Hotel for Women (1939) - Maisie (1939) - Trade Winds (1938) - She's Got Everything (1937) - There Goes the Groom (1937) - Danger-Love at Work (1937) - Super-Sleuth (1937) - Fifty Roads to Town (1937) - There Goes My Girl (1937) - Dangerous Number (1937) - Smartest Girl in Town (1936) - Walking on Air (1936) - My American Wife (1936) - Don't Gamble with Love (1936) - Hell-Ship Morgan (1936) - You May Be Next (1936) - Grand Exit (1935) - The Girl Friend (1935) - Hooray for Love (1935) - Eight Bells (1935) - Folies Bergère de Paris (1935) - Kid Millions (1934) - The Party's Over (1934) - Blind Date (1934) - The Hell Cat (1934) - Melody in Spring (1934) - Let's Fall in Love (1933) - Broadway Through a Keyhole (1933) - Footlight Parade (1933) - Whoopee! (1930) - Doughboys (1930) - Good News (1930) - Song of the West (1930, als edelfigurant - The March of Time (1930) - The Show of Shows (1929) - Broadway Nights (1927) |

## Televisieseries
*Exclusief eenmalige gastrollen
- My Mother the Car - Gladys Crabtree (1965-1966, dertig afleveringen)
- The Lucy Show - Rosie Harrigan - Countess Framboise (1965, zeven afleveringen)
- The Ann Sothern Show - Katy O'Connor (1958-1961, 93 afleveringen)
- Private Secretary - Susie McNamara (1953-1957, 104 afleveringen)

- Biblioteca Nacional de España: XX1069082
- Bibliothèque nationale de France: cb139261577 (data)
- Gemeinsame Normdatei: 119031000
- International Standard Name Identifier: 0000 0001 1455 3229
- Library of Congress Control Number: n81004737
- MusicBrainz: 9108cee6-9657-4fc5-930c-02eab58145b9
- Nationale Bibliotheek van Israël: 987007429199205171
- Nederlandse Thesaurus van Auteursnamen: 160202264
- SNAC: w6t44kx9
- Système universitaire de documentation: 087151324
- Trove: 1148953
- Virtual International Authority File: 112818618
- WorldCat: E39PBJjCQWVKMJrRrHFXkKbw4q